# Can Torrents (Teià)
|  | No s'ha de confondre amb Ca l'Antiga. |

Can Torrents és una obra del municipi de Teià (Maresme) inclosa en l'Inventari del Patrimoni Arquitectònic de Catalunya.

## Descripció
Edifici sense gaire interès com a conjunt, tot i que destaquen alguns elements determinats. Es tracta d'una masia amb teulada a dues vessants, amb el carener perpendicular a la façana. Per la part lateral esquerra i per la part posterior hi ha annexes realitzats més tard.
Els elements que componen la seva façana es distribueixen asimètricament. A la planta baixa hi ha una porta d'arc de mig punt adovellat i una finestra amb llinda de pedra. Al pis hi ha dues finestres gòtiques, una d'elles amb un arc conopial i l'altra amb un arc rebaixat, amb brancals de carreus de pedra. Al mur lateral dret hi ha una petita finestra amb un arquet lobulat.
Tota la construcció és feta en pedra, amb els murs arrebossats i pintats tot i que aquest revestiment es conserva en molt mal estat.

### Reixat[3]
Al jardí hi ha una tanca formada per un arc escarser o rebaixat, adovellat i coronat per una mena de frontó coronat per una cornisa motllurada de línies corbes. Conté també un blasó esculpit en un bloc de pedra quadrat, amb les figures d'una torre i un lleó, símbols de la família Torrents. A la part central de la tanca hi ha un reixat de ferro forjat.

## Història
Documentada des del segle XIV (1331), la masia era propietat de la família Destorrents de Barcelona. Pere Destorrents va ser Conseller en cap de la Generalitat al segle xiv. Al segle xvi, en deixar Barcelona, es va canviar el nom de Destorrents pel de Torrents. A la reixa que hi ha a la tanca del jardí es conserva una inscripció amb la data 1886, tot i que el blasó duu la data 1577. Aquest escut és commemoratiu del casament de M. Geroni Torrents amb Elisabeth Desbosch, de Sant Vicenç del Castell de Burriac.
El nom correcte de la masia és Can Torrents, el nom de Ca l'Antigó és el nom amb que un llogater va batejar el restaurant que hi ha en l'actualitat, però des de 1313 aquesta masia pertany a la família Torrents.